# Stanisław Mikulski
Stanisław Mikulski est un acteur polonais, né le 1er mai 1929 à Łódź et mort le 27 novembre 2014 à Varsovie.

## Biographie
Il fait ses débuts au cinéma (on peut le voir notamment dans Ils aimaient la vie d'Andrzej Wajda) et au théâtre, avant de décrocher à la fin des années 1960 le rôle principal de la série télévisée Stawka większa niż życie. Revêtu d'un uniforme allemand, il interprète Hans Kloss, un agent double polonais de la Seconde Guerre mondiale. Diffusée pour la première fois à la télévision polonaise dans les années 1968-1969, cette série connait un immense succès et s'exporte en RDA, Tchécoslovaquie, URSS ou encore en Yougoslavie. Mikulski devient une énorme vedette : il est considéré en 1972 comme l'acteur le plus populaire du bloc socialiste.
Rôle d'une vie, Hans Kloss colle à la peau de Mikulski, qui ne se verra jamais proposer de premier rôle au cinéma. Sa carrière se poursuit néanmoins sur le petit comme sur le grand écran, mais aussi sur scène, au Théâtre Polski en 1969–1983, puis au Théâtre national de Varsovie en 1983-1988. Il tourne au total dans une soixantaine de films, et est à l'affiche de près de quatre-vingt représentations théâtrales. Dans les années 1990, il présente le jeu Koło Fortuny (pl) (version polonaise de Wheel of Fortune ou La Roue de la fortune) sur TVP.

## Filmographie partielle
- 1956 : L'Ombre de Jerzy Kawalerowicz
- 1957 : Ils aimaient la vie (Kanał), d'Andrzej Wajda
- 1958 : Eva veut dormir (Ewa chce spać) de Tadeusz Chmielewski
- 1965 : Cendres (Popioły) d'Andrzej Wajda
- 1967 : Stawka większa niż życie de Janusz Morgenstern et Andrzej Konic (série télévisée)
- 1971 : Libération (Освобождение) de Youri Ozerov
- 1980 : L'Ours de Stanisław Bareja

## Autobiographie
- (pl) Niechętnie o sobie, Melanż, 2012, 424 pages,  (ISBN 978-83-928029-0-7).